# 대한민국 민법 제412조
대한민국 민법 제412조는 가분채권, 가분채무에의 변경에 대한 민법 채권법 조문이다.

## 조문
제412조 (가분채권, 가분채무에의 변경) 불가분채권이나 불가분채무가 가분채권 또는 가분채무로 변경된 때에는 각채권자는 자기부분만의 이행을 청구할 권리가 있고 각채무자는 자기부담부분만을 이행할 의무가 있다.

## 참고 문헌
- 오현수, 일본민법, 진원사, 2014. ISBN 9788963463452
- 오세경, 대법전, 법전출판사, 2014 ISBN 9788926210277
- 이준현 , LOGOS 민법 조문판례집, 미래가치, 2015. ISBN 9791155020869

## 같이 보기
- 경개